# Dede Allen
Dede Allen, pseudonimo di Dorotea Carothers Allen (Cleveland, 3 dicembre 1923 – Los Angeles, 17 aprile 2010), è stata una montatrice statunitense.
Ottenne tre candidature al Premio Oscar. Una nel 1975 per Quel pomeriggio di un giorno da cani, una nel 1982 per Reds, e una nel 2001 per Wonder Boys. Fece parte del Collegio dei governatori all'Academy of Motion Picture Arts and Sciences.

## Biografia
La Allen nacque a Cleveland, nell'Ohio. 
I genitori provenivano da Cincinnati.
La madre, prima di sposarsi, era stata un'attrice; il padre lavorava alla Union Carbide. 
Dorotea si iscrisse allo Scripps College.
Nel 1943 Dede Allen lavorò all'ufficio corrispondenza della Columbia ed ebbe subito occasione di occuparsi di editing del suono.
Robert Wise le affidò l'editing di Strategia di una rapina (1959). Negli anni sessanta realizzò il montaggio di film indimenticabili, come Lo spaccone (1961) di Robert Rossen, Il ribelle dell'Anatolia (1963) di Elia Kazan, e Gangster Story (1967) di Arthur Penn. Montò anche Alice's Restaurant (1969), Piccolo Grande Uomo (1970), Bersaglio di notte (1975), e Missouri (1976).
Anche Sidney Lumet lavorò con Dede Allen, sulla cui moviola passarono film come Serpico (1973) e Quel pomeriggio di un giorno da cani (1975), che le valse una candidatura al Premio Oscar. La seconda candidatura arrivò sei anni dopo, per il film di Warren Beatty Reds (1981), insieme a Craig McKay.
La Allen morì il 17 aprile 2010 a Los Angeles, in California, per un ictus.
Le sopravvissero il marito Stephen Fleischman, realizzatore di documentari, il figlio Tom, che lavorava come addetto al mixer del suono, e la figlia Ramey Ward, coordinatrice di produzione.

## Filmografia parziale
- Strategia di una rapina (Odds Against Tomorrow), regia di Robert Wise (1960)
- Lo spaccone (The Hustler), regia di Robert Rossen (1961)
- Il ribelle dell'Anatolia (America, America), regia di Elia Kazan (1963)
- Gangster Story (Bonnie and Clyde), regia di Arthur Penn (1967)
- La prima volta di Jennifer (Rachel, Rachel), regia di Paul Newman (1968)
- Alice's Restaurant, regia di Arthur Penn (1969)
- Il piccolo grande uomo (Little Big Man), regia di Arthur Penn (1970)
- Mattatoio 5 (Slaughterhouse-Five), regia di George Roy Hill (1972)
- Serpico, regia di Sidney Lumet (1973)
- Quel pomeriggio di un giorno da cani (Dog Day Afternoon), regia di Sidney Lumet (1975)
- Bersaglio di notte (Night Moves), regia di Arthur Penn (1975)
- Missouri (The Missouri Breaks), regia di Arthur Penn (1976)
- Colpo secco (Slap Shot), regia di George Roy Hill (1977)
- I'm Magic (The Wiz), regia di Sidney Lumet (1978)
- Reds, regia di Warren Beatty (1981)
- L'assassinio di Mike (Mike's Murder), regia di James Bridges (1984)
- Breakfast Club (The Breakfast Club), regia di John Hughes (1985)
- Un poliziotto fuori di testa (Off Beat), regia di Michael Dinner (1986)
- Milagro (The Milagro Beanfield War), regia di Robert Redford (1988)
- Let It Ride, regia di Joe Pytka (1989)
- Henry & June, regia di Philip Kaufman (1990)
- La famiglia Addams (The Addams Family), regia di Barry Sonnenfeld (1991)
- Wonder Boys, regia di Curtis Hanson (2000)
- John Q, regia di Nick Cassavetes (2002)
- The Final Cut, regia di Omar Naim (2004)
- Have Dreams, Will Travel, regia di Brad Isaacs (2007)
- Un segreto tra di noi (Fireflies in the Garden), regia di Dennis Lee (2008)